# Thác Hoàng Quả Thụ
Thác Hoàng Quả Thụ (giản thể: 黄果树瀑布; phồn thể: 黃果樹瀑布; bính âm: Huáng Guǒshù Pùbù; Wade–Giles: Huang-kuo-shu p'u-pu; nghĩa đen 'Yellow-Fruit Tree Waterfalls'), là một trong những thác nước lớn nhất ở Trung Quốc và Đông Á nằm trên sông Bách Thủy (白水河) ở An Thuận, tỉnh Quý Châu. Thác có chiều cao 77,8 m (255 ft) và rộng 101 m (331 ft). Thác chính cao 67 m (220 ft) và rộng 83,3 m (273 ft).

## Du lịch
Được gọi là Vườn quốc gia thác Hoàng Quả Thụ, cách thành phố An Thuận 45 km (28 mi) về phía tây nam. Cùng với các thác nước nhỏ, sự quyến rũ của thác nước tự nhiên là một điểm thu hút khách du lịch, được Tổng Cục Du lịch Quốc gia Trung Quốc xếp hạng là khu thắng cảnh loại AAAAA.

## Thủy Liêm Động
Thủy Liêm Động (水帘洞) trong tiếng Trung Quốc là một hang động hình thành tự nhiên dài 134 m (440 ft) nằm ở phía sau của thác nước. Người ta tin rằng đây là nơi sinh sống của Tôn Ngộ Không, nhân vật chính của tác phẩm văn học Tây du ký. Thác nước này cũng được chọn làm bối cảnh trong bộ phim truyền hình Tây du ký phiên bản 1986 của đạo diễn Dương Khiết.

## Hình ảnh

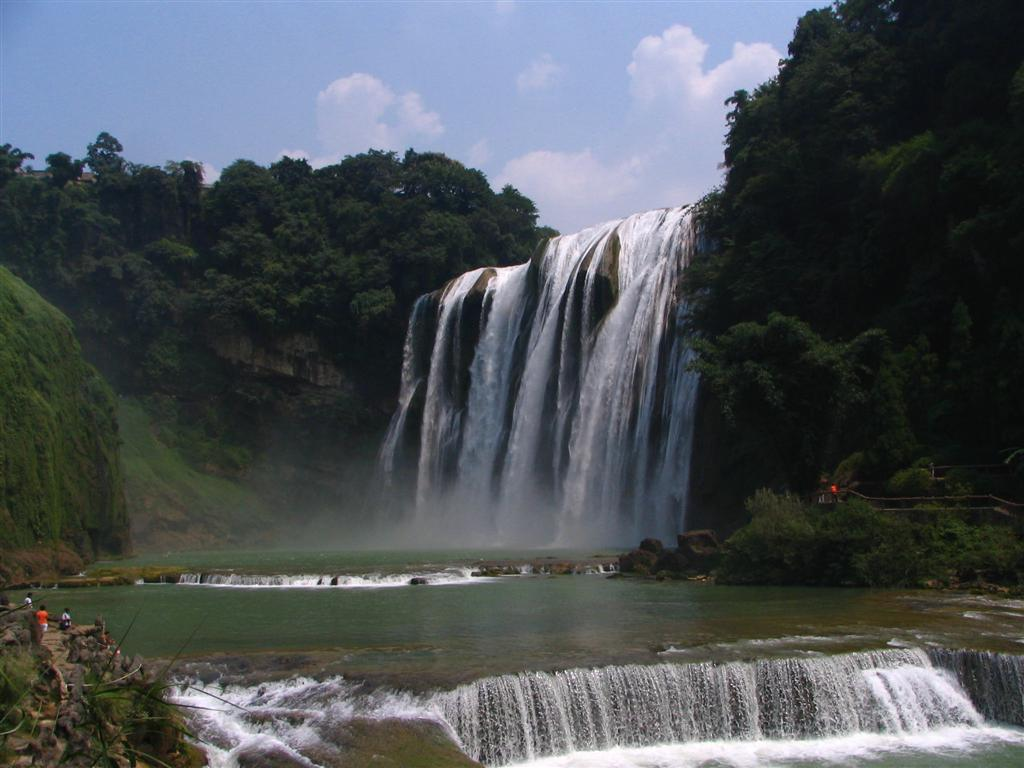
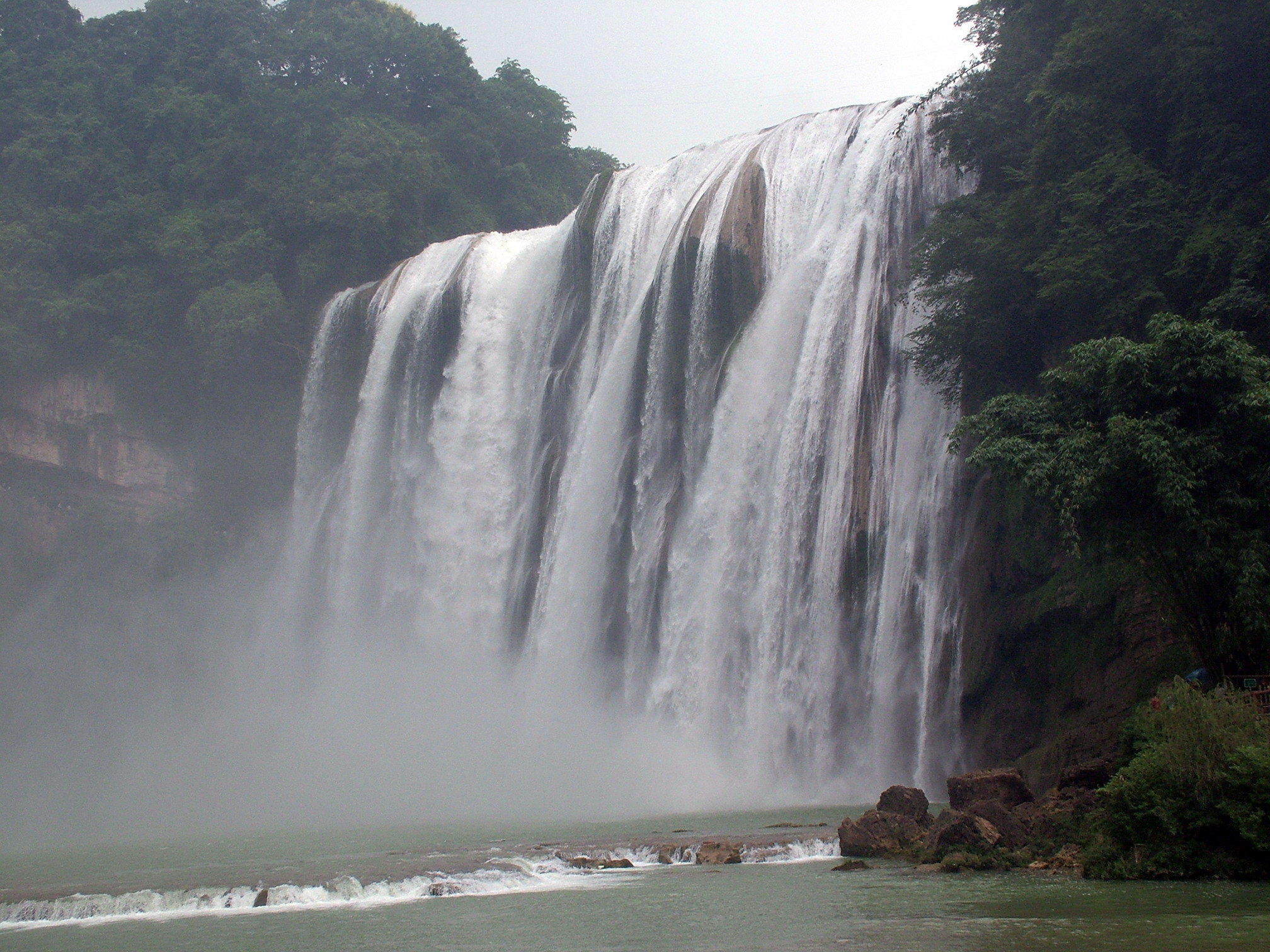
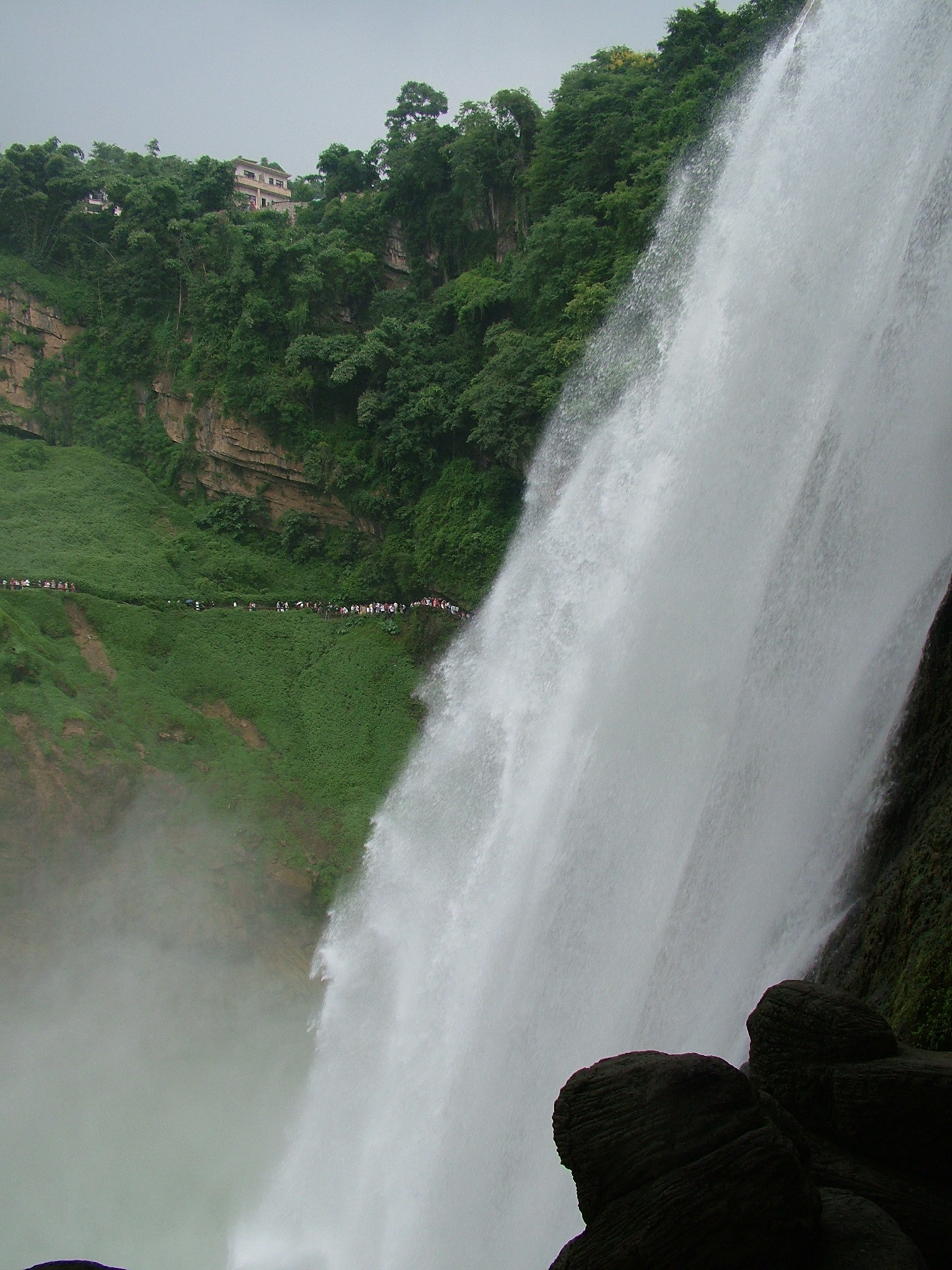
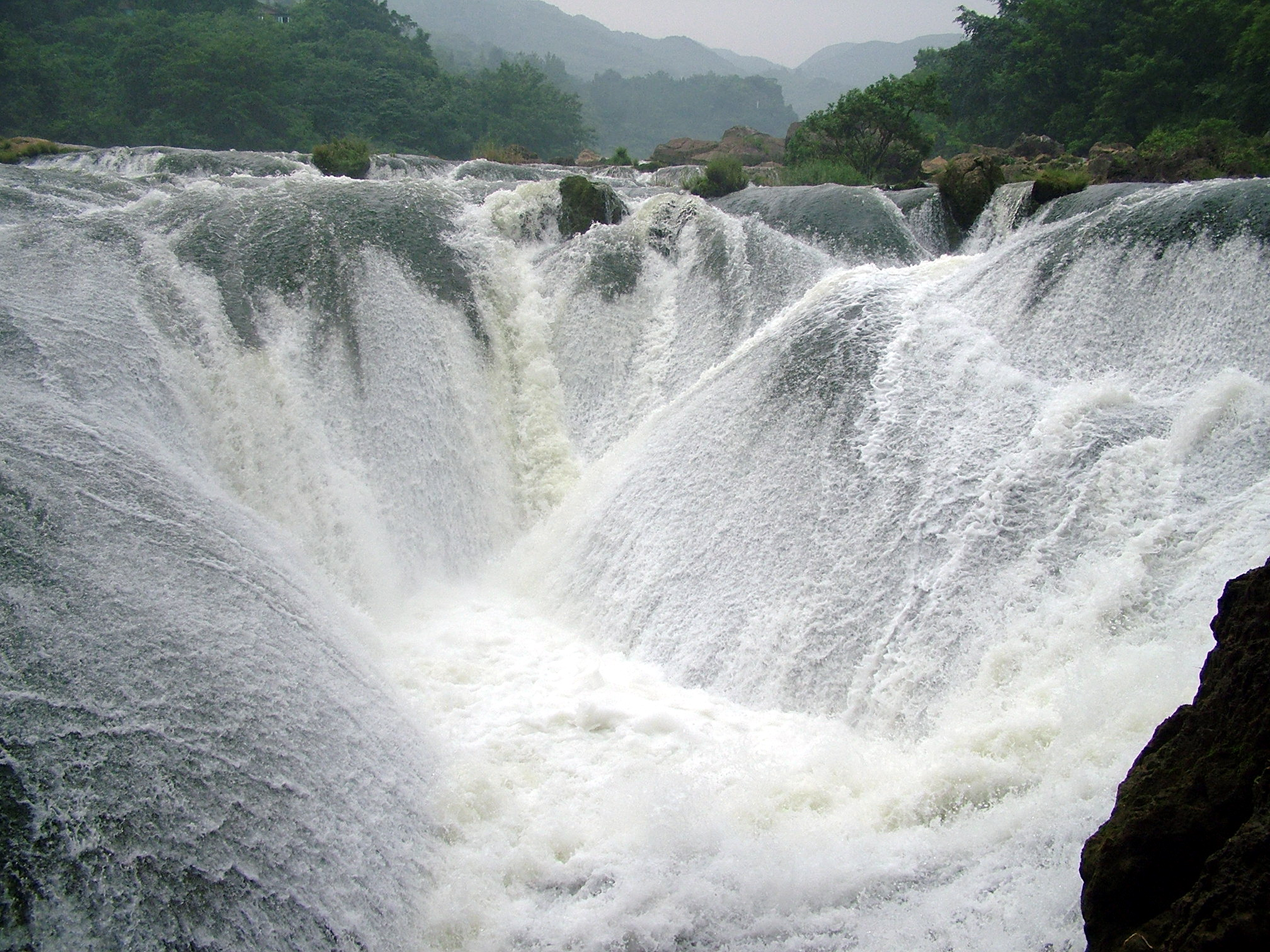
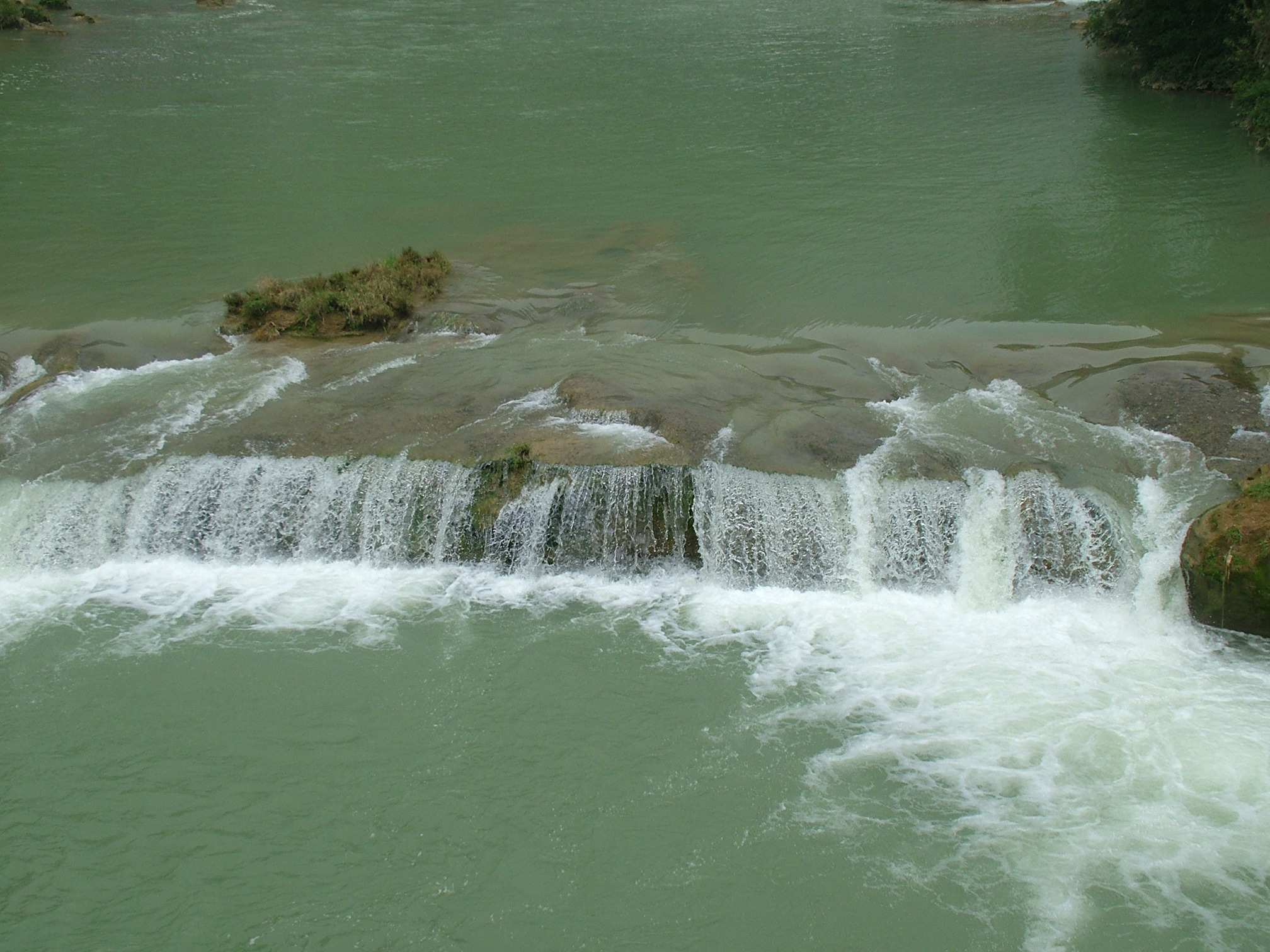
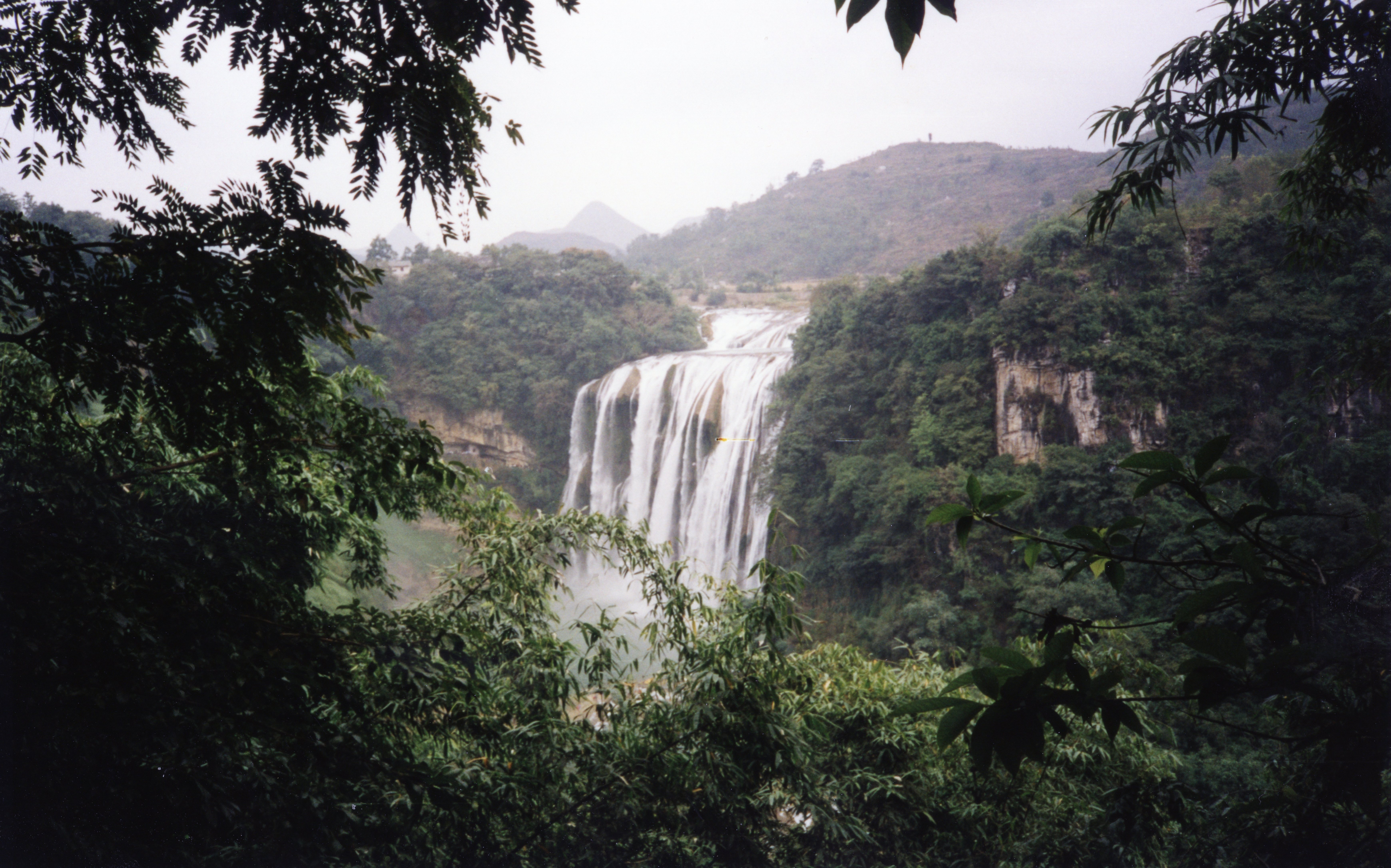
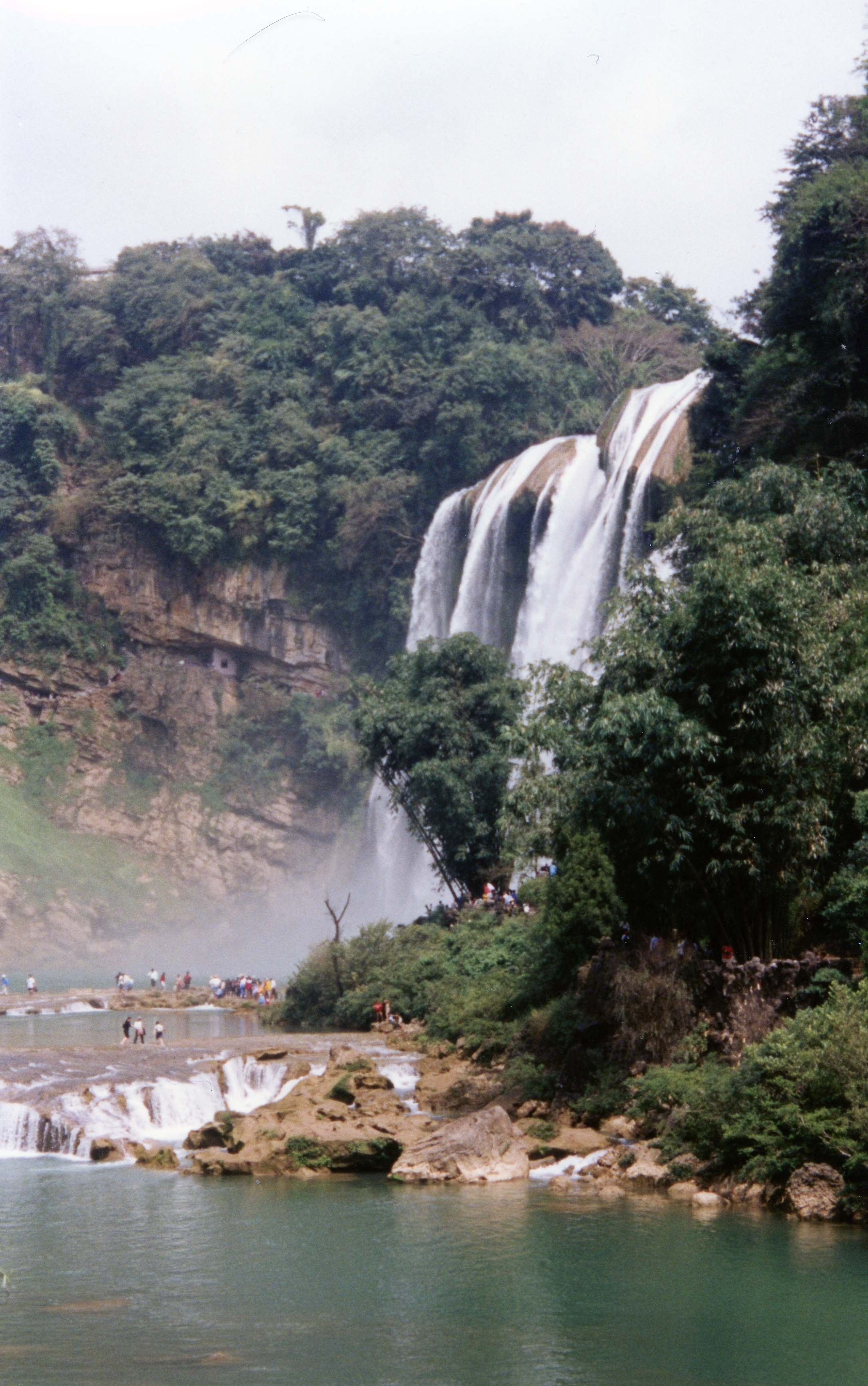
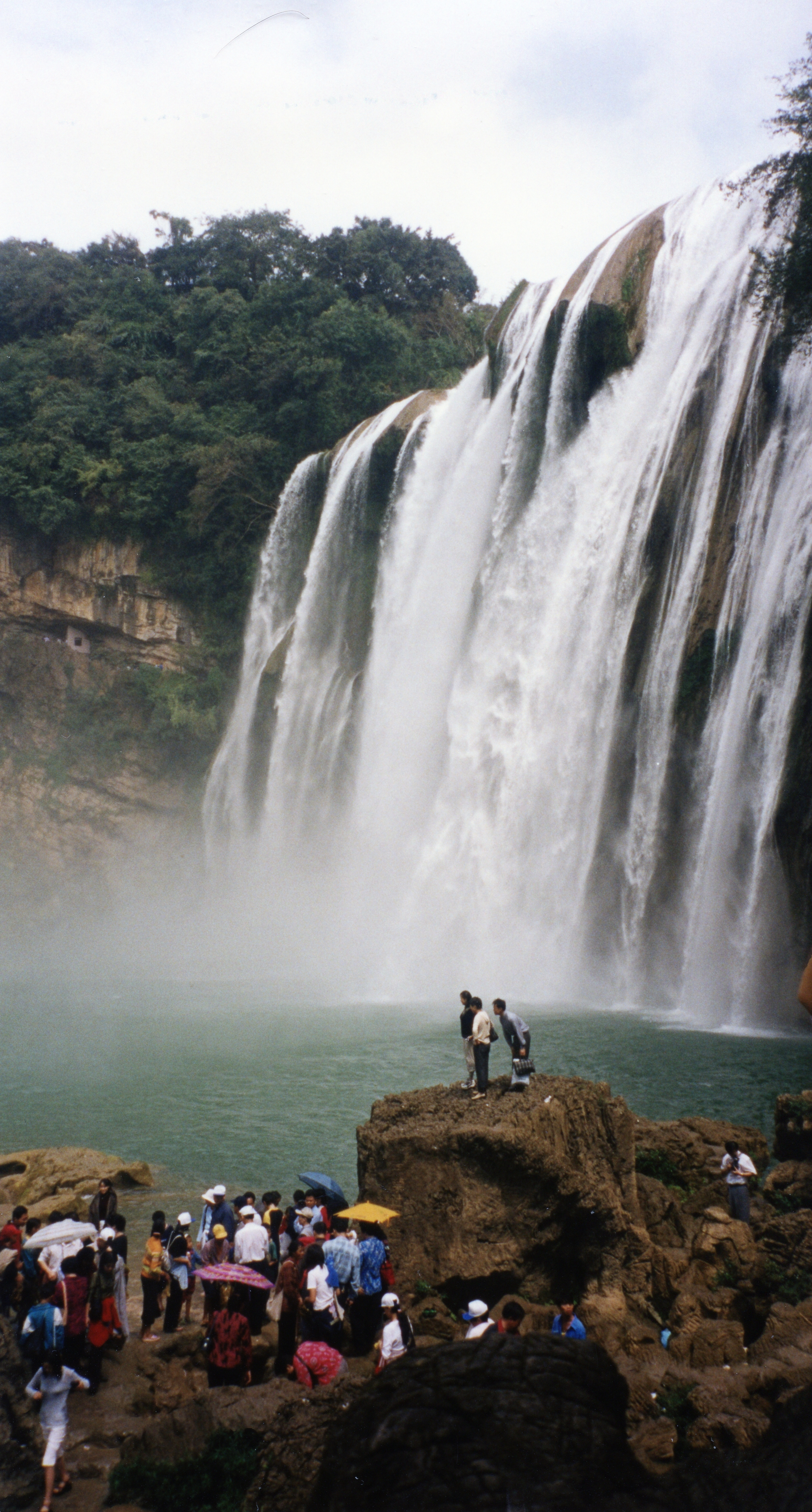